# 極北クレイマー
『極北クレイマー』（きょくほくクレイマー）は2009年4月7日に朝日新聞出版から刊行された海堂尊の長編小説。

## 概要
物語の舞台は北海道にある財政難に喘ぐ都市・極北市にある極北市民病院。極北市民病院に勤務する非常勤医師を主人公にし、地域医療問題をテーマに極北市民病院のずさんな実態と転落を描く。
著者初の週刊誌での連載作品でもあり、2008年に『週刊朝日』にて1年に渡り連載され、2009年4月に単行本化。尚、著者は本作の執筆に伴い、財政再建団体に指定されている夕張市への取材を敢行している。2011年12月に本作の続編『極北ラプソディ』が刊行された。
また本作では『ジーン・ワルツ』と『イノセント・ゲリラの祝祭』で間接的に触れられていた福島県立大野病院事件をモチーフにした三枝久広の事件の顛末が描かれている。
執筆時のBGMは、宇多田ヒカル「Flavor Of Life」

## ストーリー
極北大第一外科の八年目の医師・今中良夫はとある事がきっかけで、財政難の極北市にある「極北市民病院」に赴任する。そこで非常勤として雇われた今中は極北市民病院のずさんな実態を目撃することに。病院内の環境は不衛生、病棟スタッフ達は怠慢、そして病院の経営は極北市の「赤字五つ星」に数えられるほど悪化していた。唯一真っ当なのは人徳があり産科医療を一人で支える産科医師の三枝久広だが、以前手術中に妊婦が死亡する事件に見舞われ、医療事故と断定される可能性も浮上していた。
そんな病院で、病棟スタッフに白い目で見られながら病院の改変に地道な努力をする今中の前に、派遣として皮膚科医の姫宮香織がやってくる。姫宮の影響力が呼び起こした嵐は病院を少なからず変えていくが、水面下では医療ジャーナリストの西園寺さやかが久広の事件で死んだ妊婦の遺族の広崎宏明を巻き込んで暗躍していた。
そして極北市民病院で医療の根幹を揺るがす非常事態が発生する。

## 登場人物

### 極北市民病院
今中良夫
極北大学医学部第一外科から赴任した8年目の医師。准教授が推進するメタボ関連研究に余計な一言を言ったことで極北市民病院に期間2年で派遣された。役職は外科部長だが、経費削減のため非常勤として扱われている。その後、室町からの一言で「病院環境改善検討委員会」「リスクマネジメント委員会」「医療事故調査委員会」の委員長も兼任するようになる。
体型は熊のような大柄。余計な一言を言って厄介な目に遭う貧乏くじを引きやすいタイプ。
姫宮香織
極北市民病院に派遣された皮膚科医師。桃色のフレームの眼鏡を掛けた美人ではあるものの、「でかい」という形容詞が付く程の大柄な女性。独特なペースの持ち主で、そのペースで周囲を圧倒し何事も論理的に捉える傾向がある。だが医者としての能力は優秀で博識でもある。
後藤継夫
極北市民病院の初期研修医で内科所属の2年目の医師。性格はシニカルで態度も横柄。自分の立場の利点を理解し、仕事はせずにいつも医局内でサボっている。先輩の今中のことを「プーさん」と呼ぶ。趣味はカップ麺収集で株にも手を出している。
三枝久広
極北市民病院産婦人科部長。人徳があり、患者やスタッフからも多大な信頼を集めている。極北市の救命救急を産科に限って一手に引き受け、市民病院を一人で支えているとまで言われている。
並木梢
極北市民病院産婦人科の看護師。20代後半で、東京から戻ってきてから3年目。さばさばした性格の姉御肌で物事をはっきり言う勝気な一面もある。
室町
極北市民病院院長。内科部長も兼任する。怒りっぽい性格で赤鬼みたいな顔をしている。ずさんで経営難の病院の現状を憂えている収益主義だが、人徳がない。今中にいつも厄介事を押し付けてくる。
平松
極北市民病院事務長。室町とは折り合いが悪く、あからさまに敵対している。小回りがきくものの、病院の改善には消極的。
角田サキ子
外科病棟の看護師長。外科・内科の外来部長も兼任しているが外来では姿を見せない。今中から超音波と揶揄されるほどがんがんに声が響く。
亀井敏子
外科病棟の看護師。体重100キロ近くある大食いで、普段は煎餅をほおばっている。髪にはカーラーを巻いている。渾名は「トン子」。
香川テル
看護主任。体型は小柄で初老。
鶴岡
内科病棟の看護師長。
松田美代子
極北市民病院の事務員。可憐な容姿の20代で、極北市民病院のマドンナと呼ばれている。一時は今中と親密な関係になり掛ける。
辺見
禿げ上がった頭の薬局長。二人の局員と3人一緒にいることが多く、今中からは「ダンゴ三兄弟」に例えられている。
下田
極北市民病院放射線科技師。室町の腰巾着で院長と二人だけで入院患者検討会に出席している。
田所
極北市民病院に通う初老の男性。病棟スタッフに口やかましく注文をつけてくるが、性格は小心者。

### 極北市役所関係者
福山久作
極北市市長。恰幅のいい初老の男性。財政難の極北市を牽引し、病棟スタッフが平服する存在。言動も尊大に振る舞っている。
加藤寅雄
極北市役所市民安全課課長。トナカイに例えられるような赤鼻が特徴で、威張りたがりな性格。
島田
極北市役所の顧問弁護士。「極北の不沈艦」の異名を持つ敏腕で、訴訟でも不戦勝を記録している。
木村
極北警察署署長。元は警察庁のキャリアだったが、公金使い込みの罪を被らされ、霞ヶ関から左遷された。
樋口
極北市役所職員を務める中年女性。今中に親身に接する。

### 日本医療業務機能評価機構
武田多聞
『日本医療業務機能評価機構』サーベイヤー顧問。室町からの依頼で極北市民病院を査定する。「武田多聞」の名前は本名ではなくホーリーネーム。
布崎夕奈
『日本医療業務機能評価機構』サーベイヤーで武田の補佐。姫宮と同じ桃色のフレームの眼鏡をかけた女性でワイン通。武田多聞同様「布崎夕奈」もホーリーネーム。

### その他
西園寺さやか
医療ジャーナリスト。白い磁器製のマスクで顔を覆い、マスクの下には医療ミスによって負ったとされる傷がある。ある目的のために広崎に接近する。
広崎宏明
極北市消防署勤務の消防士。出産中の妻・明美が稀少なタイプの異常妊娠だったことで、三枝の手術中に出血多量死してしまい、失意の底にいる。
南雲忠義
極北市監察医務院院長。普段は剖検室に篭もっている。さやかとは面識があり、さやかの目的の裏にある司法と医療の分裂に関する事情を知る。「北の土蜘蛛」の通り名を持つ。
南雲杏子
極北市監察医務院に勤務している。西園寺さやかを「先生」と呼ぶ。
速水晃一
極北救命救急センターセンター長代行。今中との電話の会話部分のみに登場。極北救命救急センターに赴任した傲慢な救急医で周囲と悶着を起こしていると今中が噂で聞いている。　
清川吾郎
帝華大学医学部産婦人科学教室准教授・不妊学会理事。三枝の実家の産科病院「マリアクリニック」を手伝っている縁から三枝とは友人として仲がいい。プレイボーイでもあるが、優秀で帝華大の出世頭。
世良雅志
『ブラックペアン1988』の主人公。『ジェネラル・ルージュの伝説』時点では東城大学医学部付属病院の医師だったが、本作では病院債権請負人として登場。

## 書籍情報
- 単行本：『極北クレイマー』、2009年4月7日発売[1]、朝日新聞出版、ISBN 978-4-02-250571-2
- 文庫本（上）：2011年3月4日発売[4]、朝日文庫、ISBN 978-4-02-264597-5
- 文庫本（下）：2011年3月4日発売[5]、朝日文庫、ISBN 978-4-02-264598-2
- 文庫新装版：2013年10月8日発売[6]、朝日文庫、ISBN 978-4-02-264720-7
- 文庫本：『極北クレイマー2008』、2019年2月15日発売[7]、講談社文庫、ISBN 978-4-06-514250-9